# Бобровский, Александр Андреевич
Александр Андреевич Бобровский (8 октября 1922, село Ломовое, Раненбургский уезд, Рязанская губерния, РСФСР, — 7 ноября 1956, район острова Чепель, Венгрия) — капитан авиации, участник подавления советскими войсками Венгерского восстания, Герой Советского Союза (1956).

## Биография
Александр Бобровский родился 8 октября 1922 года в селе Ломовое (ныне — Чаплыгинский район Липецкой области) в семье крестьянина. Получил неполное среднее образование. В 1940 году был призван на службу в Рабоче-крестьянскую Красную Армию. В 1941 году окончил военную авиационную школу пилотов в Балашове. В годы Великой Отечественной войны служил в запасном авиаполку Северо-Кавказского военного округа, впоследствии в других частях. В 1945 году вступил в ВКП(б). В 1950-е годы Бобровский проходил службу в Особом корпусе советских войск на территории Венгерской Народной Республики. К ноябрю 1956 года капитан Александр Бобровский командовал эскадрильей 880-го гвардейского бомбардировочного авиаполка 177-й гвардейской бомбардировочной авиадивизии. Отличился во время подавления Венгерского восстания 1956 года.
7 ноября 1956 года Бобровский в качестве командира экипажа бомбардировщика «Ил-28» вылетел на аэрофотосъёмку венгерских военных заводов. Вместе с ним на борту самолёта находились штурман капитан Дмитрий Кармишин и радист старший лейтенант Владимир Ярцев. Выполнив поставленную перед ними задачу, при возвращении самолёт попал под зенитный обстрел в районе острова Чепель на реке Дунай и был сбит. Весь экипаж погиб. Останки Бобровского, Кармишина и Ярцева были вывезены в СССР и захоронены на Лычаковском кладбище города Львов Украинской ССР.
Указом Президиума Верховного Совета СССР от 18 декабря 1956 года за «мужество и отвагу, проявленные при выполнении воинского долга» гвардии капитан Александр Бобровский посмертно был удостоен высокого звания Героя Советского Союза. Также был награждён орденом Ленина и рядом медалей.